# Naglaa Fathi
Pour les articles homonymes, voir Fathi.
Naglaa Fathi (نجلاء فتحي Naglāʼ Fatḥī), nom de scène de Fatma al-Zahraa Hussein Fathi, née le 21 décembre 1951 au Caire en Égypte, est une actrice et une productrice du cinéma égyptien. Apparue comme actrice à la fin des années 1960,elle appartient à une nouvelle génération de stars du cinéma égyptien.

## Biographie
Née en 1951, Naglaa Fathi commence sa carrière d'actrice dans le cinéma égyptien à l'âge de 15 ans, lorsqu'elle est approchée par le producteur de films égyptien Adli Elmowalled, alors qu'elle se trouve à la plage d'Alexandrie avec ses amis. Elle abandonne l'école en 1967 pour se lancer dans la comédie, à un moment où s'impose une nouvelle génération de stars dans le cinéma égyptien, avec des personnalités telles que Omar Sharif, dont la carrière est désormais internationale, Souad Hosni, Lobna Abdel Aziz, ou encore Nadia Lutfi.

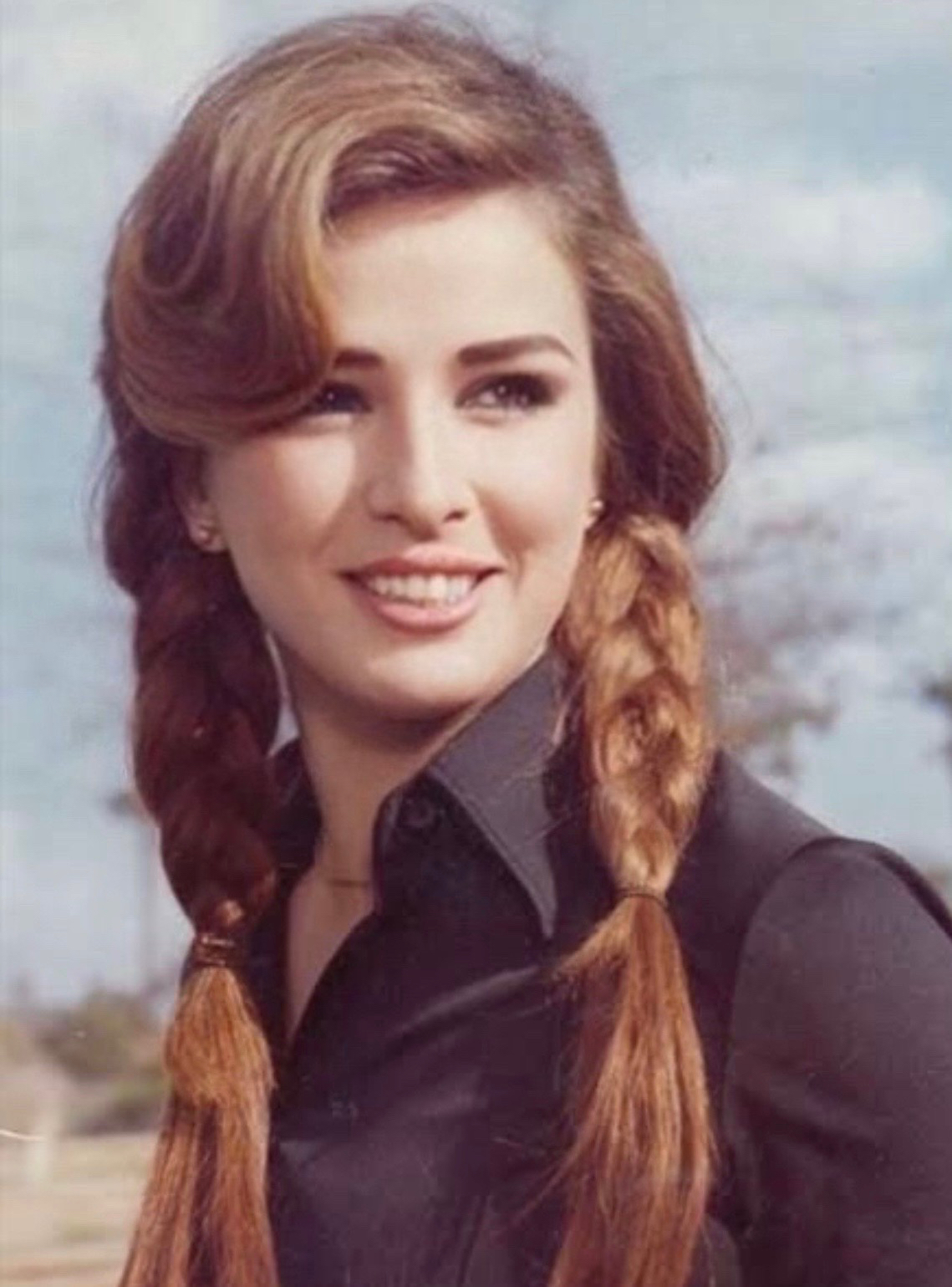
En 1976

Sa carrière commence et elle joue dans le film égyptien Afrah (arabe: أفراح, signifiant « Joies »), produit à Beyrouth, au Liban, en 1968. Le réalisateur du film, Ali Badrakhan, a des réserves sur Naglaa Fathi, mais son collègue producteur Ramsès Naguib voit en elle une icône romantique potentielle. Son premier mariage, en 1969, est un mariage secret. Sa famille n'est pas au courant de ce mariage. Elle n'a pas  d'enfant de ce mariage secret, qui se solde par un divorce. Puis elle se remarie au début des années 1970. Tout au long de ces années 1970, elle joue dans une quinzaine de films par an, principalement des drames romantiques, dont son film de 1970 Imra'at Zawgy (arabe : إمرأة زوجي, signifiant La femme de mon mari). Dans l'industrie cinématographique égyptienne, elle n'est devancée que par l'actrice Faten Hamama pour le nombre de films d'amour dans lesquels elle a joué, bien qu'elle ne soit pas aussi populaire puisqu'elle se voit généralement confier des rôles secondaires à des personnages masculins. Son second mariage se solde par un divorce en 1977.
Au cours des années 1980, Fathi s'éloigne largement de ces rôles romantiques et commence à interprêter des rôles plus complexes dans des films à dimension sociale et politique. Elle reçoit le prix de la meilleure actrice pour son rôle principal dans El Garage (1995), où elle incarne une mère célibataire abandonnée et appauvrie qui vit dans un garage avec ses cinq enfants, qu'elle confie progressivement à d'autres familles au fur et à mesure que sa santé se détériore. Le film est basé sur une histoire vraie et Naglaa Fathi décrit son rôle dans ce film comme le rôle « le plus difficile et le plus douloureux » qu'elle ait eu à jouer. Elle se remarie en 1995.

## Filmographie
La filmographie de Naglaa Fathi, comprend les films suivants  :
- 1998 : Concert in the Street of Happiness
- 1995 : The Garage
- 1990 : Taht El Sifr
- 1990 : Supermarket
- 1989 : Ahlam Hind we Kamilia
- 1989 : Eshtebah
- 1988 : Imraa Motalaka
- 1986 : Graveyards for Rent
- 1984 : The Unknown
- 1980 : Al sharida
- 1980 : Love Does Not See the Sun
- 1979 : Alexandrie pourquoi ?
- 1977 : La Folie d'amour
- 1977 : Sonya and the Madman
- 1976 : La Belle de tous les temps
- 1976 : La waqt lil-demoue
- 1975 : La Robe blanche (Al-Reda' Al-Abiad)
- 1974 : The Most Beautiful Days of My Life
- 1974 : Bedur
- 1972 : Anf w Thalathat Oyoun
- 1971 : Khamsa share' al-habaib
- 1970 : Imra’at Zawgy
- 1970 : Al-mirayya
- 1970 : Harami el waraka
- 1968 : Afrah
- 1968 : Rawaat el-hob